# Bolesty (województwo mazowieckie)
Bolesty – wieś solecka  w Polsce położona w województwie mazowieckim, w powiecie łosickim, w gminie Olszanka. Leży nad Toczną.
Wierni Kościoła rzymskokatolickiego należą do parafii św. Jana Chrzciciela w Hadynowie.
W latach 1975–1998 miejscowość administracyjnie należała do województwa bialskopodlaskiego.